# Демьяненко, Иван Никитович
Иван Никитович Демьяненко (25 сентября 1917, Алексеевка, Екатеринославская губерния — 23 ноября 1978, Львов) — майор Советской армии, участник Великой Отечественной войны, Герой Советского Союза (1943).

## Биография
Иван Демьяненко родился 12 (по новому стилю — 25) сентября 1917 года в селе Алексеевка Конско-Раздоровской волости Александровского уезда Екатеринославской губернии (ныне село относится к Пологовскому району Запорожской области Украины) в семье крестьянина. В 1935 году окончил педагогический техникум в Бердянске, после чего работал учителем. В 1939 году Демьяненко был призван на службу в Рабоче-крестьянскую Красную армию. В 1941 году он окончил Московское артиллерийское училище. С того же года — на фронтах Великой Отечественной войны. К октябрю 1943 года старший лейтенант Иван Демьяненко командовал батареей 399-го гаубичного артиллерийского полка 2-й гвардейской гаубичной артиллерийской бригады 1-й гвардейской артиллерийской дивизии 65-й армии Центрального фронта. Отличился во время битвы за Днепр.
15 октября 1943 года в районе деревень Крупейки и Щитцы Лоевского района Гомельской области Белорусской ССР в составе штурмовой группы Демьяненко одним из первых переправился через Днепр и принял активное участие в захвате плацдарма. Корректируя огонь артиллерии своего полка, он способствовал успешному отражению контратак и удержанию плацдарма.
Указом Президиума Верховного Совета СССР от 24 декабря 1943 года за «образцовое выполнение боевых заданий командования на фронте борьбы с немецкими захватчиками и проявленные при этом мужество и героизм» старший лейтенант Иван Демьяненко был удостоен высокого звания Героя Советского Союза с вручением ордена Ленина и медали «Золотая Звезда» за номером 2315.
После окончания войны Демьяненко продолжил службу в Советской Армии. В 1958 году он окончил Центральные артиллерийские офицерские курсы. В 1960 году в звании майора он был уволен в запас. Проживал и работал во Львове. Скончался 23 ноября 1978 года, похоронен на поле № 69 Лычаковского кладбища.
Почётный гражданин Тернополя.
В Алексеевке установлен бюст Демьяненко.

## Награды и звания
- Звание Герой Советского Союза. Указ Президиума Верховного Совета СССР от 24 декабря 1943 года:
  - орден Ленина,
  - медаль «Золотая Звезда» № 2315.
- орден Красной Звезды. Приказ командующего артиллерией 13 армии № 37 от 8 сентября 1944 года.
- орден Красной Звезды.Приказ Военного совета 1 Украинского фронта № 80/н от 8 июня 1945 года.
- орден Красной Звезды. Указ Президиума Верховного Совета СССР от 26 октября 1955 года.
- медаль «За победу над Германией в Великой Отечественной войне 1941—1945 гг.». Указ Президиума Верховного Совета СССР от 9 мая 1945 года.
- медали СССР[1].